# Європейський центр з профілактики та контролю захворюваності
Європейський центр з профілактики та контролю захворюваності (ЄЦКЗ) є незалежним органом Європейського союзу (ЄС), місією якого є зміцнення оборони Європи по боротьбі з інфекційними захворюваннями. Вона була створена в 2005 році і розташований у місті Стокгольм, Швеція.